# Bosanski lonac (2023.)
Bosanski lonac je hrvatski film iz 2023. godine, redatelja i scenarista Pave Marinkovića. Film je nastao u hrvatskoj produkciji Telefilma, i koprodukciji austrijske kuće Nanook Film Vienna i bosankohercegovačke kuće KFU Oktavijan.
Premijera filma prikazana je 13. kolovoza 2023. na 29. Sarajevskom film festivalu, hrvatske premijere uz filmsku ekipu održane su od 10. do 13. listopada u Zagrebu, Osijeku, Rijeci i Puli, dok u hrvatskim kinima se prikazivao od 12. listopada. Televizijska premijera bila je 7. studenoga 2024. na Drugom programu HRT-a.
Film prati Faruka Šegu, neuspješnog bosanskog pisca koji se suočava s deportacijom iz Austrije, a mora dokazati da je pridonio austrijskom društvu. Film je duhovita priča o porazu i kako se nositi s njime.

## Glumačka postava

### Glavni glumci
- Senad Bašić kao Faruk Šego
- Andreas Kiendl kao Manni, ludi redatelj u kazalištu, Theresin suprug
- Birgit Stöger kao Therese, glumica i producentica kazališta, Mannijeva supruga
- Bruna Bebić kao Dragica, Farukova partnerica
- Admir Glamočak kao Mujica, domar kazališta
- Zlatko Burić kao Zdenek
- Igor Kovač kao Radu
- Julia Franz Richter kao Xandra
- Goran Grgić kao Stjepo, Farukov prijatelj, vlasnik restorana
- Dejan Aćimović kao Boro
- Dražen Kühn kao ambasador, bosanski diplomat
- Matija Prskalo kao žena bosanskog diplomata
- Aleksandar Petrović kao Sigi
- Wolfram Berger kao otac

### Ostali
Glumci slijedom pojavljivanja u filmu:
- Anđelko Petric kao drugi rudar
- Davor Svedružić kao prvi rudar
- Slaven Knezović kao šef rudara
- Ewald Pflefer kao tehničar
- Ismet Čolić kao Marko
- Monika Klengel kao tajnica
- Rupert Lehofer kao Buchsbaum
- Stjepan Perić kao Imam
- Mirela Brekalo Popović kao konobarica
- Ed.HausWirth kao umjetnik
- Gudrun Maier kao umjetnica
- Matija Prskalo kao supruga ambasadora
- Daria Lorenci kao Mutapčička

## Produkcija
Film je nastao u hrvatskoj produkciji Telefilma, i koprodukciji austrijske kuće Nanook Film Vienna i bosankohercegovačke kuće KFU Oktavijan. Snimanje filma pod radnim nazivom "Vampiri s Miljacke" započelo je listopada 2021. u Grazu u Austriji, a završeno je 25. travnja 2022. u Zagrebu.

## Vanjske poveznice
- Bosanski lonac u internetskoj bazi filmova IMDb-a
- Bosanski lonac na Box Office Mojo
- Službena stranica na Facebooku
- Službena stranica na Instagramu